# Elfin Cove
Elfin Cove és una concentració de població designada pel cens dels Estats Units a l'estat d'Alaska. Segons el cens del 2000 tenia 32 habitants.

## Demografia
Segons el cens del 2000, Elfin Cove tenia 32 habitants, 15 habitatges, i 9 famílies La densitat de població era d'1,2 habitants/km².
Dels 15 habitatges en un 20% hi vivien nens de menys de 18 anys, en un 53,3% hi vivien parelles casades, en un 0% dones solteres, i en un 40% no eren unitats familiars. En el 26,7% dels habitatges hi vivien persones soles el 6,7% de les quals corresponia a persones de 65 anys o més que vivien soles. El nombre mitjà de persones vivint en cada habitatge era de 2,13 i el nombre mitjà de persones que vivien en cada família era de 2,67.
Per edats la població es repartia de la següent manera: un 15,6% tenia menys de 18 anys, un 3,1% entre 18 i 24, un 28,1% entre 25 i 44, un 37,5% de 45 a 60 i un 15,6% 65 anys o més.
L'edat mediana era de 48 anys. Per cada 100 dones hi havia 146,2 homes. Per cada 100 dones de 18 o més anys hi havia 170 homes.
La renda mediana per habitatge era de 33.750 $ i la renda mediana per família de 33.750 $. Els homes tenien una renda mediana de 48.750 $ mentre que les dones 0 $. La renda per capita de la població era de 15.089 $. Cap de les famílies i el 5,6% de la població estaven per davall del llindar de pobresa.

## Poblacions més properes
El següent diagrama mostra les poblacions més properes.